# Cisséla
Cisséla es una localidad de la prefectura de Kouroussa en la región de Kankan, Guinea, con una población censada en marzo de 2014 de 41 740 habitantes.
Se encuentra ubicada en el centro del país, al norte de la capital nacional, Conakri.